# 閬中古城古建築群
閬中古城古建築群位於四川省南充市閬中市，文物遺址年代判定為清。2012年7月16日公佈為第八批四川省文物保護單位。
閬中古城古建築群位於四川省閬中市閬中古城內，共5處，均為清代民居建築代表，分別是：水碼頭客棧、孔家大院、張家小院、李家大院、馬家大院。
- 水碼頭客棧：位於四川省南充市閬中市古城區內下新街中段，占地2226.02平方公尺，總建築面積1896.02平方公尺，為傳統四合院式民居建築。客校建於明末清初，晚清時，因店主赴成都興辦銀行，客棧衰微，房屋成為船幫和袍哥聚會的重要堂口。1957年以後被政府沒收改作航運公司職工醫院；2003年，經過維修恢復後，重新恢復了客棧功能。第三次全國普查新發現點。
- 孔家大院：位於四川省南充市閬中市古城區內，為孔子第65代孫孔衍唐、孔衍綋兄弟于康熙年間所建。該建築坐南向北，臨白花庵街，全院占地面積為731.56平方公尺，總建築面積512.28平方公尺，主要由大門、二門、東西廂房，正房和後花園組成，為一兩進四合院式古建築群。民國時期張瀾、章伯鈞、馬亮等曾在此院居住。建築格局保存完整，結構穩定。2010年1月7日閬中市人民政府公佈為市級文物保護單位。
- 張家小院：位於四川省南充市閬中市古城區內雙柵子街3號，坐西向東，為前店後宅式民居，占地271平方公尺，總建築面積202.49平方公尺，呈兩進四合院平面佈局。該建築建於清初，至今仍保存完整，由大門、店鋪、花壇、廂房、圓門、花園組成。2010年閬中市人民政府公佈其為第四批市級文物保護單位。
- 李家大院：位於四川省南充市閬中市古城區內武廟街47號，坐北向南，占地908.6平方公尺，總建築面積657.9平方公尺，是一個沿中軸線佈局的三進四合院建築群，該建築始建於明正德年間（1506年），為前店後宅式民居，經營“同心堂”藥房，歷五百余年，至今仍保存完整的建築格局。建築佈局嚴謹、空間開敞、功能分區合理、裝修雕刻十分精美。2010年，閬中市人民政府公佈其為市級文物保護單位。
- 馬家大院：位於四川省南充市閬中市古城區內筆向街38號，建於清代，坐南向北，平面佈局為沿中軸線對稱分佈的四合庭院建築群。占地626.4平方公尺，總建築面積374.77平方公尺。由大門、書房、正房、左右廂房、望遠樓、庫房等建築組成。

閬中古城古建築群佈局合理、裝修雕刻精美，充分體現了傳統川北民居建築的特色，對研究中國古城城市選址設計、研究傳統民居，特別是川北民居建築具有重要價值。